# Saint-Cyprien, Pyrénées-Orientales
Saint-Cyprien (în catalană Sant Cebrià de Rosselló) este o comună în departamentul Pyrénées-Orientales din sudul Franței. În 2009 avea o populație de 10.508 de locuitori.

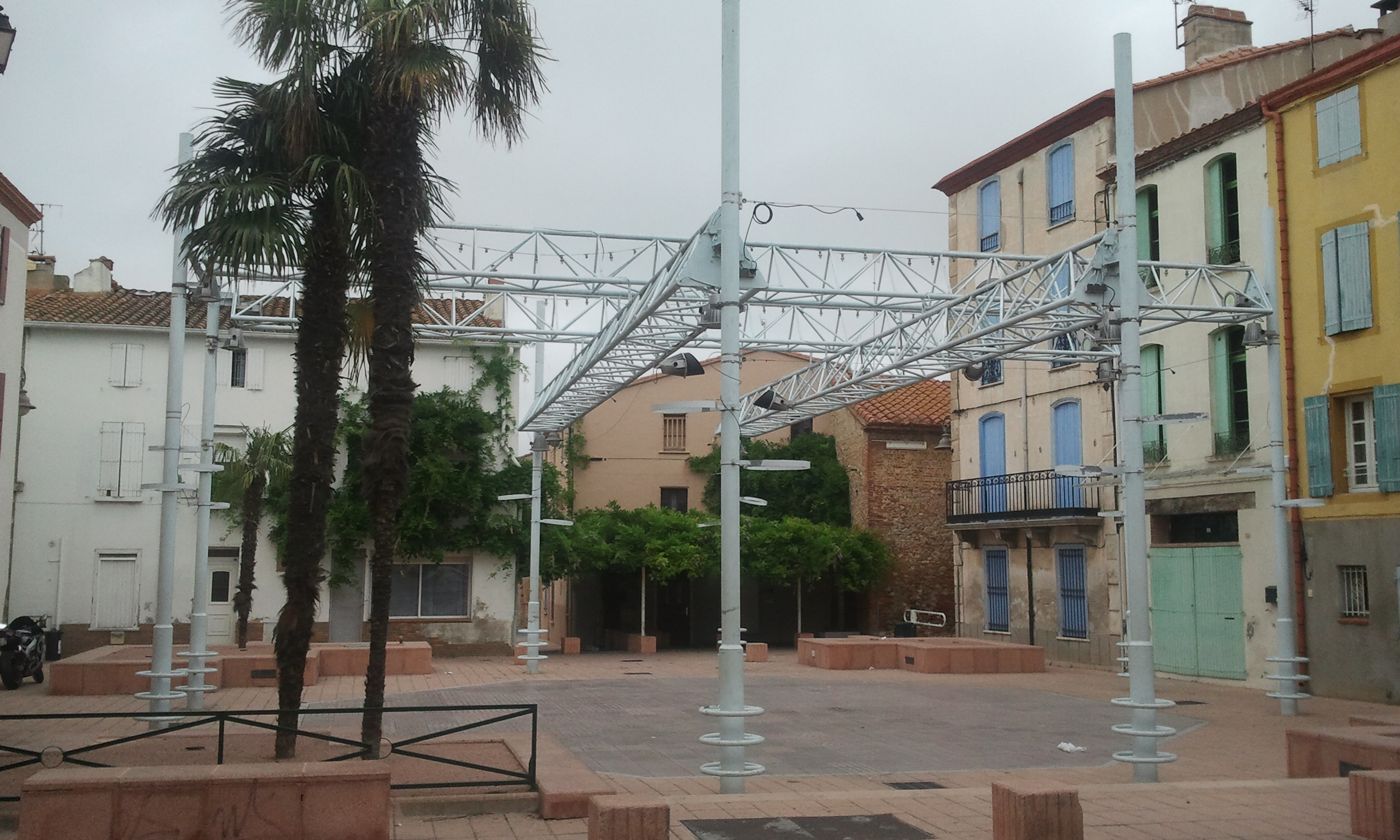
Place de la République

## Evoluția populației
| An        | 1975  | 1982  | 1990  | 1999  | 2006   | 2009   |
| --------- | ----- | ----- | ----- | ----- | ------ | ------ |
| Populație | 3.012 | 4.405 | 6.892 | 8.573 | 10.140 | 10.508 |